# Brachyrhopala unifasciata
Brachyrhopala unifasciata är en tvåvingeart som beskrevs av Clements 2000. Brachyrhopala unifasciata ingår i släktet Brachyrhopala och familjen rovflugor. Inga underarter finns listade i Catalogue of Life.